# Donkey Punch the Night
Donkey Punch the Night è un EP del gruppo Puscifer, uscito nel febbraio del 2013. L'EP contiene sette tracce, di cui due brani inediti, due cover (tra cui Bohemian Rhapsody dei Queen) e tre reinterpretazioni.

## Tracce
1. Bohemian Rhapsody (O.G. mix) - 6:03
2. Breathe - 4:55
3. Dear Brother - 3:55
4. Balls to the Wall (Pillow Fight mix) - 3:58
5. Breathe (Drumcell rework) - 7:24
6. Dear Brother (Denton rework) - 3:37
7. Balls to the Wall (Silent Servant El Guapo mix) - 4:23